# Collada de Grau Pedrís
El Collada de Grau Pedrís és una collada que uneix els municipis de Castell de l'Areny i la Pobla de Lillet a la comarca del Berguedà i les Llosses, al Ripollès.